# Haliclona spatula
Haliclona spatula är en svampdjursart som först beskrevs av William Lundbeck 1902.  Haliclona spatula ingår i släktet Haliclona och familjen Chalinidae. Inga underarter finns listade i Catalogue of Life.